# Wahlen zur Nationalversammlung des Senegal 1963
Die ersten Wahlen zur Nationalversammlung des westafrikanischen Staates Senegal nach der Unabhängigkeit des Landes fanden am 1. Dezember 1963 statt, zeitgleich mit der Präsidentschaftswahl und rechtzeitig vor Ablauf der fünfjährigen Wahlperiode der im Jahr 1959 gewählten Abgeordneten, die nach der Unabhängigkeit die erste Nationalversammlung  Senegals bildeten. Zu wählen waren 80 Abgeordnete.

## Wahlrecht
Für die Wahl galten die Grundsätze eines Mehrparteiensystems. Zur Wahl zugelassen waren zwei Parteien, unter ihnen namentlich die Union progressiste sénégalaise (UPS) des amtierenden Staatspräsidenten Léopold Sédar Senghor.
Alle senegalesischen Staatsangehörigen über 21 Jahren durften an der Wahl teilnehmen. Jeder registrierte Wähler konnte in die Nationalversammlung gewählt werden, vorausgesetzt, er war mindestens 25 Jahre alt und hat alle gesetzlichen Anforderungen erfüllt.

## Ergebnis
Der Wahlkampf war sehr turbulent. Am 1. Dezember 1963 starben durch Schüsse von Sicherheitskräften 40 Menschen, 250 weitere wurden verletzt.
Von den 1.339.679 registrierten Wahlberechtigten gaben 1.203.782 ihre Stimme ab, das ergibt eine Wahlbeteiligung von 89,9 Prozent bei 1.488 ungültigen Stimmen. Die bisher regierende UPS erzielte einen Stimmenanteil von 94,20 Prozent und gewann alle 80 Mandate. Die andere zur Wahl angetretene Partei war mit 5,80 Prozent der Stimmen nicht in der Nationalversammlung vertreten. Unter den gewählten Abgeordneten war mit Caroline Faye Diop erstmals eine Frau.
Kurz nach den Wahlen wurde ein Einparteiensystem unter der regierenden UPS eingeführt.